# Distrito de Ratlam
Ratlam (en hindi; रतलाम जिला) es un distrito de la India en el estado de Madhya Pradesh. Código ISO: IN.MP.RL.
Comprende una superficie de 4 861 km².
El centro administrativo es la ciudad de Ratlam. Dentro del distrito, también se encuentra la localidad de Badawada.

## Demografía
Según censo 2011 contaba con una población total de 1 454 483 habitantes, de los cuales 717 118 eran mujeres y 737 365 varones.